# Las Orquídeas de El Salvador
Las Orquídeas de El Salvador (abreviado Orquideas El Salvador) es un libro con ilustraciones y descripciones botánicas que fue escrito por el botánico alemán que actuó en Centroamérica, especializándose en las orquídeas; Fritz Hamer y publicado en tres volúmenes en los años 1974-1981.